# مرايا 1991 (مسلسل)
مرايا 1991 مسلسل كوميدي سوري متعدد الأجزاء. وهو الموسم الثاني من سلسلة مرايا للفنان ياسر العظمة التي بدأ إنتاجها عام 1982. يتناول المسلسل في حلقاته عدة قصص وحكايات بأسلوب كوميدي ناقد وساخر وينتقد الأوضاع الاجتماعية والسياسية.

## الممثلون
- سامية الجزائري
- سليم كلاس
- نادين خوري
- عابد فهد
- مها المصري
- هاني شاهين
- هالة حسني
- عصام عبه جي
- توفيق العشا

## الحلقات
| الحلقات | الحلقات        | الحلقات    | الحلقات    | الحلقات          | الحلقات      | الحلقات          | الحلقات       |
| ------- | -------------- | ---------- | ---------- | ---------------- | ------------ | ---------------- | ------------- |
| الأولى  | مافي حدا مرتاح | التاسعة    | واسطة خير  | السابع عشر       | معقول يستقيل | الخامسة والعشرون | ابو فضلو      |
| الثانية | بازار          | العاشرة    | قدك المياس | الثامن عشر       | ابن المنجد   | السادسة والعشرون | المحاسب       |
| الثالثة | الكابوس        | الحادي عشر | قصص قصيرة  | التاسع عشر       | شهناز        | السابعة والعشرون | الأستاذ عربي  |
| الرابعة | فخرية خانوم    | الثاني عشر | الكذب فن   | العشرون          | الجار والدار | الثامنة والعشرون | من الجمل إدنو |
| الخامسة | جائزتان        | الثالث عشر | ابو حلقة   | الحادية والعشرون | شرفنطح       | التاسعة والعشرون | غلطة الشاطر   |
| السادسة | قصة سيارة      | الرابع عشر | العونطجي   | الثانية والعشرون | الوزير       | الثلاثون         | علكة فاتنة    |
| السابعة | الإختيار       | الخامس عشر | ممكن جدا   | الثالثة والعشرون | طريق الحرير  |                  |               |
| الثامنة | الخفاش         | السادس عشر | الهدية     | الرابعة والعشرون | سلاح خاص     |                  |               |